# Добрі наміри (фільм, 1992)
 «Добрі наміри» (швед. Den goda viljan) — шведський фільм-драма 1992 року поставлений режисером Білле Аугустом за сценарієм Інгмара Бергмана, написаним на основі його однойменної автобіографічної книги 1988 року. Фільм існує у двох версіях: як чотирисерійна теленовела (1991) і як художній фільм, змонтований з телевізійного.  Тригодинний кіноваріант був представлений на 45-му Каннському міжнародному кінофестивалі в 1992 році де він здобув Золоту пальмову гілку, а виконавиця головної ролі, Пернілла Аугуст, отримала  Приз за найкращу жіночу роль .

## Сюжет
Фільм є напів-автобіографічним та оповідає про важкі перші роки спільного життя Еріка і Каріни (у фільмі виведені під іменами Генрік і Анна відповідно) — батьків Інгмара Бергмана.
Швеція, початок XX століття. Генрік Бергман на гроші, які узяв у борг, поступив учитися на богословський факультет. Друг Бергмана з аристократичної сім'ї познайомив його з сестрою Анною, примхливою і рішучою дівчиною. Генрік абсолютно збився з пантелику: він закохався в Анну, але їхнім стосункам заважає її мати, і до того ж, він заручений з Фрідою, яка працює офіціанткою. Незабаром після весілля Генрік отримує сан і стає пастором у глухій провінції на півночі Швеції. Молода сім'я переїжджає туди, але сил у благородної Анни вистачає лише на декілька років: вона втікає звідти до батьків в Уппсалу, не витримавши життя в глушині і спілкування з «неотесаними селюками». Генрік же не може покинути свій прихід…

## У ролях
| Самуель Фрелер   | … | Генрік Берґман   |
| Пернілла Аугуст  | … | Анна Берґман     |
| Макс фон Сюдов   | … | Йоган Акерблом   |
| Ґіта Ньорбю      | … | Карін Акерблом   |
| Бьорн Чєлльман   | … | Ернст Акерблом   |
| Леннарт Юльстрем | … | Норденсон        |
| Мона Мальм       | … | Алма Берґман     |
| Лена Ендре       | … | Фріда Страндберґ |
| Кеве Ельм        | … | Фредрік Берґман  |
| Бйорн Ґранат     | … | Оскар Акерблом   |
| Барбро Коллберґ  | … | Ґертруд Талрот   |

## Знімальна група
- Автор сценарію — Інгмар Бергман
- Режисер-постановник — Білле Аугуст
- Продюсер — Інґрід Дальберґ[en]
- Композитори — Бйорн Ліннман, Стефан Нілссон
- Оператор — Йорген Перссон
- Монтаж — Янус Біллесков Янсен
- Художник-постановник — Анна Асп
- Художник по костюмах — Енн Марі Анттіла
- Художник-декоратор — Анна-Лена Гансен

## Нагороди та номінації
| Нагороди та номінації фільму «Добрі наміри» | Нагороди та номінації фільму «Добрі наміри» | Нагороди та номінації фільму «Добрі наміри» | Нагороди та номінації фільму «Добрі наміри» | Нагороди та номінації фільму «Добрі наміри» | Нагороди та номінації фільму «Добрі наміри» |
| Рік                                         | Кінофестиваль/кінопремія                    | Категорія/нагорода                          | Номінант                                    | Результат                                   |                                             |
| ------------------------------------------- | ------------------------------------------- | ------------------------------------------- | ------------------------------------------- | ------------------------------------------- | ------------------------------------------- |
| 7-18.05.1992                                | Каннський міжнародний кінофестиваль         | Золота пальмова гілка                       | Добрі наміри                                | Перемога                                    |                                             |
| 7-18.05.1992                                | Каннський міжнародний кінофестиваль         | «Найкраща акторка»                          | Пернілла Аугуст                             | Перемога                                    |                                             |
| 1993                                        | Премія «Золотий жук»                        | Найкращий фільм                             | Добрі наміри                                | Номінація                                   |                                             |
| 1993                                        | Премія «Золотий жук»                        | Найкращий актор                             | Самуель Фрелер                              | Номінація                                   |                                             |
| 1993                                        | Премія «Золотий жук»                        | Найкраща акторка                            | Пернілла Аугуст                             | Перемога                                    |                                             |
| 1993                                        | Премія «Золотий жук»                        | Найкращий сценарій                          | Інгмар Бергман                              | Перемога                                    |                                             |
| 1993                                        | Національна спілка кінокритиків США         | Найкращий іноземний фільм                   | Добрі наміри                                | 3-є місце                                   |                                             |
| 1993                                        | Національна спілка кінокритиків США         | Найкраща акторка                            | Пернілла Аугуст                             | 3-є місце                                   |                                             |